# Achalinus yunkaiensis
Achalinus yunkaiensis — вид неотруйних змій родини ксенодермових (Xenodermatidae). Описаний у 2019 році.

## Поширення
Ендемік Китаю. Виявлений у 2016 та 2018 роках у лісовій станції Давулін у міському окрузі Маомін в провінції Гуандун. Пізніше вчені ідентифікували цей вид у зразку змії, зібраному на горі Маоер на півночі Гуансі-Чжуанського автономного району в 2014 році.

## Опис
Тіло змії струнке, голова і шия дещо виражені; очі маленькі, зіниці майже круглі, райдужка темно-коричнева, а зіниці чорні; поверхня тіла засмагла або чорна. Спинка з поздовжньою темно-коричневою хребцевою смугою від заднього краю тім'яних кісток до кінчика хвоста. Луска має легкий металевий блиск, черевна поверхня жовтувато-біла або сіро-біла. На обох кінцях черевної луски є коричневі плями.